# Serpocaulon triseriale

Serpocaulon triseriale es un helecho de la familia Polypodiaceae, dentro del orden Polypodiales; el nombre del género Polypodium quiere decir “muchos pies”.

## Clasificación y descripción
Planta perteneciente a la familia Polypodiaceae. Rizomas, cortamente trepadores de entre 7 y 10 mm de diámetro; frondas de entre 36 y 90 cm de largo, separadas en el rizoma cada 1 o 2 cm; frondas una vez pinnadas, ampliamente oblongas, entre 16 y 50 cm de ancho; de 3 a 14 pares de pinnas; esta especie se distingue por su venación y soros en 2 o 3 series a cada lado de la vena principal.

## Distribución
En México se ha colectado en Campeche, Chiapas, Guerrero, Oaxaca, Puebla, Tabasco y Veracruz; ocurre también en Centro y Sudamérica.

## Ambiente
Planta epífita que habita bosques húmedos, entre los 100 y 1,500msnm.

## Estado de conservación
En México se le considera bajo la categoría de Amenazada (A) según la NOM-059-SEMARNAT-2010, mientras que la especie no ha sido evaluada por la Lista Roja de especies amenazadas de la IUCN. Ni en CITES (Convención sobre el Comercio Internacional de Especies Amenazadas de Fauna y Flora Silvestres).